# T̈
Das ẗ ist ein Buchstabe des lateinischen Schriftsystems. Er besteht aus einem T mit übergesetztem Trema.
Das Zeichen wird im Transliterationsstandard ISO 233 zur Transliteration der arabischen Schrift verwendet. Dort stellt das ẗ das arabische Tā' marbūta dar. Da dieses Zeichen im Arabischen ausschließlich am Wortende vorkommt, existiert kein Großbuchstabe.

## Darstellung auf dem Computer
Unicode kodiert das ẗ am Codepunkt U+1E97 (Kleinbuchstabe).
In TeX kann man das ẗ mit den Befehlen \"T und \"t bilden. Hier lässt sich auch der hypothetische Großbuchstabe T̈ konstruieren.